# Tiger Rose (Robert Hunter)
| Recensione | Giudizio |
| ---------- | -------- |
| AllMusic   |          |

Tiger Rose è un album di Robert Hunter, pubblicato dall'etichetta discografica Round Records nell'aprile del 1975.

## Tracce

### LP
Lato A
Testi e musiche di Robert Hunter.
1. Tiger Rose – 3:15
2. One Thing to Try – 4:20
3. Rose of Sharon – 3:45
4. Wild Bill – 3:12
5. Dance a Hole – 3:20

Lato B
Testi e musiche di Robert Hunter.
1. Cruel White Water – 5:42
2. Over the Hills – 2:39
3. Last Flash of Rock 'n Roll – 3:59
4. Yellow Moon – 3:39
5. Ariel – 5:16

## Musicisti
Tiger Rose
- Robert Hunter – voce
- Jerry Garcia – chitarra, pianoforte, sintetizzatore
- David Torbert – basso
- B.D. Shot – batteria
- Mickey Hart – percussioni

One Thing to Try
- Robert Hunter – voce
- Jerry Garcia – chitarra, pianoforte, sintetizzatore
- David Torbert – basso
- B.D. Shot – batteria
- Mickey Hart – percussioni

Rose of Sharon
- Robert Hunter – voce, chitarra acustica, mandolino
- Jerry Garcia – chitarra acustica solista, chitarra pedal steel
- David Freiberg – pianoforte, celeste
- Pete Sears – basso, organo
- B.D. Shot – batteria

Wild Bill
- Robert Hunter – voce
- Jerry Garcia – chitarra
- David Grisman – mandolino
- Pete Sears – pianoforte tack, clavinet
- David Freiberg – basso
- B.D. Shot – batteria
- Mickey Hart – percussioni

Dance a Hole
- Robert Hunter – voce
- Jerry Garcia – chitarra, sintetizzatore
- David Freiberg – pianoforte
- Pete Sears – organo
- David Torbert – basso
- B.D. Shot – batteria
- Mickey Hart – percussioni

Cruel White Water
- Robert Hunter – voce
- Jerry Garcia – chitarra, sintetizzatore
- David Grisman – mandolino
- Pete Sears – pianoforte, organo
- David Freiberg – basso, sintetizzatore
- B.D. Shot – batteria
- Mickey Hart – percussioni

Over the Hills
- Robert Hunter – voce
- Jerry Garcia – chitarra, sintetizzatore, cori
- David Freiberg – pianoforte, sintetizzatore, cori
- David Torbert – basso
- B.D. Shot – batteria
- Mickey Hart – percussioni
- Donna Jean Godchaux – cori

Last Flash of Rock 'n Roll
- Robert Hunter – voce
- Jerry Garcia – chitarra elettrica, cori
- Pete Sears – pianoforte
- David Freiberg – basso, cori
- B.D. Shot – batteria
- Mickey Hart – percussioni
- Donna Jean Godchaux – cori

Yellow Moon
- Robert Hunter – voce, chitarra acustica
- Jerry Garcia – chitarra acustica solista

Ariel
- Robert Hunter – voce
- Jerry Garcia – chitarra, chitarra slide, sintetizzatore, cori
- Pete Sears – pianoforte, organo
- David Freiberg – basso, cori
- B.D. Shot – batteria
- Mickey Hart – percussioni
- Donna Jean Godchaux – cori

Note aggiuntive
- Jerry Garcia – produttore, arrangiamenti
- Registrazioni effettuate al "Rolling Thunder Studio" di Novato, California (Stati Uniti)
- Bob Matthews e Betty Cantor – ingegneri delle registrazioni
- Steve Brown – coordinatore registrazioni
- Mastering effettuato al "Artisan Sound Recorders" di Hollywood, California
- "Kelley & Mouse" – art direction e design copertina album originale[3]